# محمود أبو الزلف
محمود أبو الزلف (أبو مروان؛ 1924-28 مارس 2005) هو صحفي فلسطيني، تُشير إليه بعض المصادر بلقب «عميد الصحافة الفلسطينية». ولد في مدينة يافا، حصل على درجة البكالوريس في الإعلام من الجامعة الأمريكية في بيروت، عاد إلى يافا وعمل صحافياً في جريدة الدفاع (التي كان يرأس تحريرها إبراهيم الشنطي)، كما شارك مع الصحفيين سليم الشريف ومحمود يعيش بتأسيس صحيفة الجهاد في مدينة القدس عام 1951،  كما دمجت صحيفتي الجهاد والدفاع بحيث شكلا صحيفة القدس في 21 مارس 1967 وذلك بعض صدور قانون المطبوعات الأردني (توقفت صحيفة القدس عن الصدور بسبب حرب حزيران عام 1967 وعادت للظهور في 19 نوفمبر 1968)، كما أصبح مالكاً ورئيساً لتحرير الصحيفة حتى وفاته بالقدس بتاريخ 28 مارس 2005.

## وصلات خارجية
- وجوه مقدسية: محمود أبو الزلف.. عميد الصحافة الفلسطينية على يوتيوب